# Inre Moåtjärnen
Inre Moåtjärnen är en sjö i Kalix kommun i Norrbotten och ingår i Töreälvens huvudavrinningsområde.